# Пам'ятник Олексію Бобринському (Київ)
Па́м'ятник гра́фові Олексі́ю Бо́бринському у Ки́єві — пам'ятник відомому політику, підприємцю, економісту, меценату, засновнику цукрової промисловості України, будівничому першої залізниці у Російській імперії та Наддніпрянській Україні графу Олексію Бобринському (1800—1868), що знаходився у Києві, на бульварі Тараса Шевченка. Встановлений у 1872 році. Демонтований радянською владою у 1926 році та знищений наприкінці 1920-х рр.
На цьому місці у 1954—2023 роках знаходився пам'ятник Миколі Щорсу.

## Історія
Граф Олексій Бобринський відіграв значну роль у розвитку Російської імперії та України, як її складової. У 1835 році Бобринський, за пропозицією австрійських інженерів, очолив будівництво першої у Російській імперії залізниці — Санкт-Петербург-Царське Село. Згодом граф також збудував залізницю Одеса-Балта — першу залізницю у Наддніпрянській Україні.
Також Бобринський відіграв провідну роль у становленні цукрової промисловості України. У 1838 році Олексій Бобринський отримав у спадок місто Смілу та навколишні села, де за кілька років збудував шість цукрових заводів та один рафінадний. При цьому, заводи графа були не лише зразком науково-технічної думки того часу, а й відрізнялися хорошими соціально-побутовими умовами для працівників. Саме зусиллями графа Київ у другій половині XIX ст. перетворився на «цукрову столицю» Російської імперії.
Сприяв Олексій Бобринський і розвиткові сільського господарства. Зокрема, він удосконалив низку сільськогосподарських приладь — довідники по агрономії тих часів містили відомості про «плуги Бобринського», «сіялки Бобринського» та «орачі Бобринського». При цьому граф не цурався і сам обробляти землю.
Помер граф Бобринський у Смілі 4 жовтня 1868 року, а через три з половиною роки у Києві, на перехресті Бібіковського бульвару та вулиці Безаківської, на добровільні пожертви йому було встановлено пам'ятник.

## Встановлення

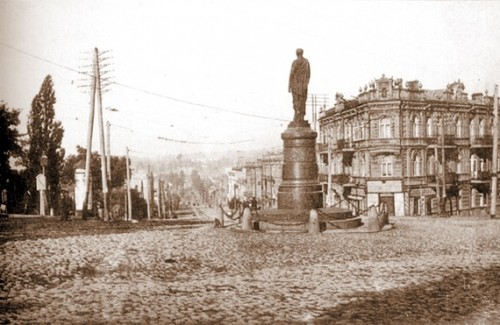
Пам'ятник Бобринському з перспективою на залізничний вокзал

Бронзову статую графа було відлито на заводі Меранда у Санкт-Петербурзі. Автор пам'ятника, архітектор Іван Шредер, відображуючи роль Бобринського у суспільному та економічному житті Росії, зобразив його у тозі (символ невтомних пошуків та подвижництва), поверх якої було накинуто шинель. Спираючись ногою на залізничну рейку, Бобринський дивився у бік новозбудованого київського вокзалу. Гранітний постамент (архітектор І. Монігетті) був прикрашений барельєфами, що зображали сільськогосподарський реманент та залізничні рейки. Увінчував композицію напис «Полезной деятельности графа Алексея Алексеевича Бобринского». Урочисте відкриття та освячення монументу відбулося 6 лютого 1872 року.
На диво, пам'ятник не був знесений більшовиками у перші роки закріплення радянської влади, проте у лютому 1923 року Київський губернський комітет виступив за демонтаж пам'ятника Бобринському та перенесення його у музей. Тим не менш, ця ідея не знайшла підтримки, оскільки було визнано, що статуя у комплексі з ансамблем має художню цінність.
Проте вже у 1926 році пам'ятник було знято та перевезено до Історичного музею, а звідти — відправлено на завод «Арсенал», де після кількарічних зволікань переплавлено. У 1932 році було розібрано і постамент.

## Сучасність

Пам'ятник Миколі Щорсу на бульварі Тараса Шевченка в Києві

Місце колишнього пам'ятника Бобринському після знесення пустувало досить довго, аж доки у 1954 році на цьому місці не встановили кінний пам'ятник Миколі Щорсу, відкриття якого було приурочене до 300-ліття Переяславської ради. Пам'ятник Щорсу, як і колишній пам'ятник Бобринському, повернутий обличчям до київського вокзалу.
Останніми роками у Києві лунали ідеї щодо необхідності перенесення пам'ятника Миколі Щорсу з центру міста та відбудови на цьому місці пам'ятника Бобринському. Такі думки висловлював, зокрема, й депутат Київської міської ради у 2006–2008 рр. Михайло Бродський.
9 грудня 2023 року  пам'ятник Миколі Щорсу був демонтований.